# Elfie Casty
Elfie Casty (née à Baden en Suisse, morte le 2 septembre 2014 à Klosters) était une cuisinière suisse, considérée comme pionnière de la Nouvelle cuisine en Suisse ; elle a signé de nombreux livres de cuisine.

## Vie
Elfie Casty a commencé sa carrière de cuisinière comme autodidacte dans le bar et restaurant de son mari Tschiery à Davos en Suisse. Après la vente du bar et du restaurant "Zum Bergführer" le couple a ouvert un nouveau restaurant "Landhaus" à Davos Laret. En 1979 cet établissement a été intégré dans le réseau Relais & Châteaux comme Relais Gourmand et Elfie Casty a reçu l'Ordre du Mérite agricole.
Après la fermeture du restaurant Landhaus en 1981 Elfie Casty a continué sa carrière dans le domaine donnant des cours de cuisine et en publiant 4 livres de cuisine dans sa propre maison d'édition, avec plus de 200 000 exemplaires vendus. De 1998 à 2000 Elfie Casty a écrit une chronique dans la Neue Zürcher Zeitung sous le titre Bouquet garni.
La maison d'édition de Elfie Casty est dirigée par sa petite-fille Anina Andrea Engeler.

## Distinctions
- 1978 : Première cuisinière non-française à être accueillie dans l'Association des Restauratrices-Cuisinières (ARC)
- 1979 : Réception comme Relais Gourmand dans l'association Relais & Châteaux
- 1981 : Von der französischen Regierung mit dem Ordre du Mérite agricole geehrt
- 1986 : Médaille d'or à la foire du livre de Francfort pour le livre Geliebte Küche
- 1988 : Médaille d'argent à la foire du livre de Francfort pour le livre Mit einer Prise Leidenschaft

## Livres
- Seitensprünge in der Küche.
- Geliebte Küche, ein Kochbuch für Leute mit Geschmack.
- Mit einer Prise Leidenschaft.
- Mit Liebe, Lust und Thymian.
- Bouquet Garni, kulinarische Miniaturen und Rezepte. Neue Zürcher Zeitung